# Kangur rudy
Kangur rudy (Osphranter rufus) – gatunek ssaka z podrodziny kangurów (Macropodinae) w obrębie rodziny kangurowatych (Macropodidae). Duży ssak roślinożerny, jeden z największych torbaczy.

## Taksonomia
Gatunek po raz pierwszy zgodnie z zasadami nazewnictwa binominalnego opisał w 1822 roku francuski zoolog Anselme Gaëtan Desmarest nadając mu nazwę Kangurus rufa. Jako miejsce typowe według oryginalnego opisu to „interior Nowej Holandii za Górami Błękitnymi” (fr. L’intérieur de la Nouvelle-Hollande audelà des Montagnes-Bleues), tj. Góry Błękitne, Nowa Południowa Walia, Australia. Okazy typowy nieznany, w kolekcji Muzeum Historii Naturalnej w Paryżu nie znaleziono żadnego okazu przed 1878 roku.
Autorzy Illustrated Checklist of the Mammals of the World nie wyróżniają podgatunków O. rufus.

### Etymologia
- Osphranter: gr. οσφραντηριος osphrantērios „wietrzący, węszący”[20].
- rufus: łac. rufus „czerwony, rumiany, rudy”[21].

## Zasięg występowania
Kangur rudy występuje w śródlądowej i zachodniej Australii.

## Morfologia
Długość ciała (bez ogona) samic 74,5–110 cm, samców 93,5–140 cm, długość ogona samic 64,5–90 cm, samców 71–100 cm; masa ciała samic 17–39 kg, samców 22–92 kg. Duży kangur o sierści od brązowo-rudawej barwy na grzbiecie do płowej na brzuchu i kończynach. Długie, spiczasto zakończone uszy, tępo zakończony pysk. Samice wyraźnie mniejsze, o sierści z większym udziałem koloru szarego.

## Ekologia
- ciąża: 35 dni w macicy, po zakończeniu ciąży młode przebywa jeszcze 235 dni w torbie
- liczba młodych w miocie: 1
- dojrzałość płciowa: samiec 24 miesiące, samice 14–22 miesiące
- pożywienie: roślinożerny
- długość życia: do 20 lat (średnio 6–7 lat)
- potrafi skoczyć na odległość 8 metrów, ale większość skoków mierzy 1,2–1,8 m[24]
- temperatura ciała: około 35,5 °C[25].

## Status zagrożenia
W Czerwonej księdze gatunków zagrożonych Międzynarodowej Unii Ochrony Przyrody i Jej Zasobów został zaliczony do kategorii LC (ang. least concern ‘najmniejszej troski’).

## Filatelistyka
Poczta Polska wyemitowała 21 sierpnia 1972 r. znaczek pocztowy przedstawiający kangura rudego o nominale 4 zł, w serii Zwierzęta ZOO. Druk w technice offsetowej na papierze kredowym. Autorem projektu znaczka był Janusz Grabiański. Znaczek pozostawał w obiegu do 31 grudnia 1994 r. Kolejny raz kangur rudy znalazł się na polskim znaczku wyemitowanym 15 czerwca 2020 roku w serii Zwierzęta małe i duże. Samica z młodym wyglądającym z torby została opisana jako: Kangur rudy / Macropus rufus / Samica Hipka i Hopek. Autorem projektu znaczka był Andrzej Gosik. Druk wykonano techniką offsetową na papierze fluorescencyjnym, w nakładzie 180 tys. sztuk.